# Taina Bofferding
Taina Bofferding (nascida em 22 de novembro de 1982), é uma política luxemburguesa, actual Ministra do Interior e da Igualdade entre Homens e Mulheres no governo de Xavier Bettel.
Membro do Partido Socialista dos Trabalhadores do Luxemburgo (LSAP) desde 2004, ela é vice-presidente da Aliança de Humanistas e Ateus (AHA), que busca separar os domínios sócio-político e religioso de forma mais radical.
De 5 de dezembro de 2013 a 30 de outubro de 2018 foi deputada da Câmara dos Deputados.